# Franciszek de Capillas
Św. Franciszek Fernández de Capillas (hiszp. Francisco Fernández de Capillas, chiń. 劉方濟; pinyin Liú Fāngjì; ur. 14 sierpnia 1607 w Baquerín de Campos w Hiszpanii, zm. 15 stycznia 1648 w Fu’an w Chinach) – święty Kościoła katolickiego, dominikanin, misjonarz, męczennik.

## Życiorys
Nie ma wiadomości o jego młodości. Został dominikaninem w Valladolid w wieku 17 lat, a w lutym 1632 r. wysłano go do Manili, gdzie przyjął święcenia kapłańskie. Pracował tam przez dziewięć lat. W 1641 r. przeniósł się na Formozę, a w marcu 1642 r. do Fujian w Chinach gdzie przybył razem z Franciszkiem Diazem. 13 listopada 1647 r. w czasie inwazji Mandżurów na prowincję Fujian został wysłany przez przełożonego do umierającego chrześcijanina. W drodze schwytali go żołnierze i aresztowali jako szpiega. Był wielokrotnie przesłuchiwany i torturowany. Obiecywano mu wolność w zamian za wyrzeczenie się wiary. Czas pobytu w więzieniu wykorzystywał do nauczania współwięźniów. Został ścięty 15 stycznia 1648 r. Jest uznawany za pierwszego męczennika ewangelizacji w Chinach.

## Proces beatyfikacyjny i kanonizacyjny
Papież Benedykt XIV ogłosił go protomęczennikiem chińskim 16 września 1748 r. Został beatyfikowany 2 maja 1909 r. przez Piusa X. Kanonizowany w grupie 120 męczenników chińskich 1 października 2000 r. przez Jana Pawła II.

## Dzień wspomnienia
- 15 stycznia;
- z grupą 120 męczenników chińskich 9 lipca;
- w liturgii dominikańskiej 6 listopada w grupie dominikańskich męczenników z Dalekiego Wschodu